# Bligger von Steinach
Bligger von Steinach (... – 1209 circa) è stato un poeta tedesco.

## Biografia
Attivo tra il 1174 e il 1209 (morì probabilmente dopo il 1209) fu un minnesänger tedesco. Nobile della Renania Franconia con sede a Neckarsteinach.
Persone dal nome "Bligger von Steinach" sono state ripetutamente alla corte dei tre imperatori (Federico I. Barbarossa, Enrico VI. di Svevia e Ottone IV. di Brunswick).
Due Minnelieder di Bligger von Steinach si tramandano nel Weingartner Liederhandschrift (manoscritto B) e nel Codex Manesse (manoscritto C). Il Codex Manesse contiene anche un insieme di 15 versi e un'immagine dell'autore.
Gottfried von Straßburg e Rudolf von Ems lo hanno lodato come uno dei più importanti poeti del suo tempo. La lode, che Gottfried ha vestito con metafore su imitazione da Rudolf, si riferisce ad una poesia epica perduta, sul cui contenuto nulla è noto. I ricercatori hanno legato speculativamente vari testi, in particolare il cosiddetto frammento di Ainune un manoscritto perduto dell'Abbazia di Salem sul Lago di Costanza.
La tesi secondo cui Bligger è l'autore del Moriz von Craûn, recentemente ribadita dallo storico Heinz Thomas, è ampiamente respinta.
Più di recente, lo storico locale Dr. Jürgen Breuer e suo fratello, lo studioso tedesco Dieter Breuer, specialista nella letteratura moderna dei primi tempi, hanno rilanciato la tesi più antica secondo cui il lavoro perduto di Bligger è il Nibelungenlied. Nella continua ricerca su chi sia l'autore del Nibelungen questa tesi è stata respinta da Joachim Heinzle e da altri.
Nell'agosto del 1827 Leibrock pubblicò il romanzo Bligger von Steinach der Geächtete. Eine Geschichte aus den Zeiten der Kreuzzüge.